# Giovanni Canestrini (Naturwissenschaftler)

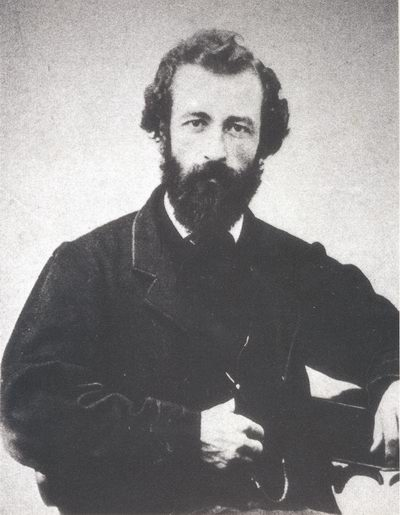
Giovanni Canestrini

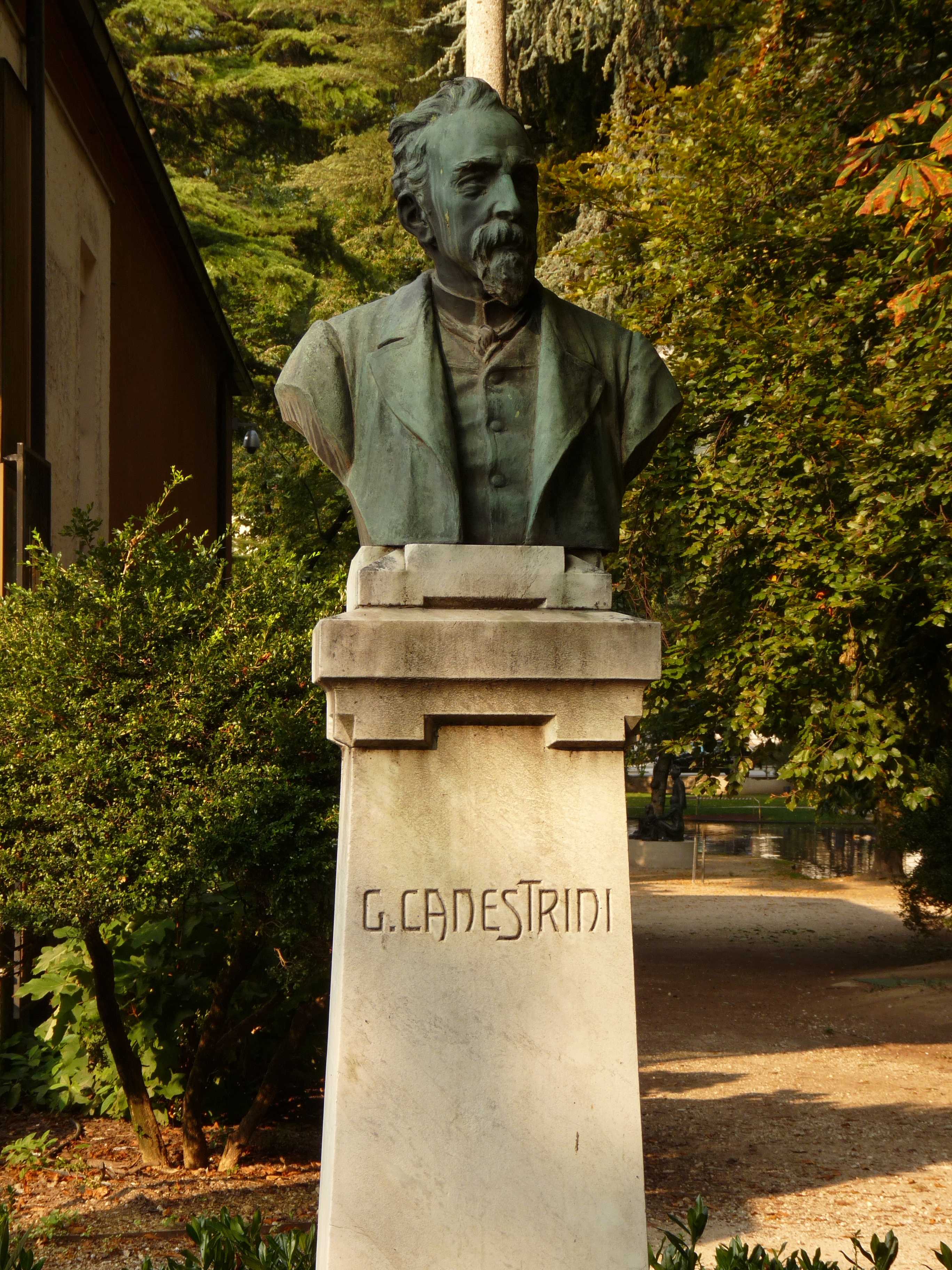
Denkmal für Giovanni Canestrini auf dem Dante-Platz in Trient

Giovanni Canestrini (* 26. Dezember 1835 in Revò im Nonstal; † 14. Februar 1900 in Padua) war ein italienischer Naturwissenschaftler.
Er trat insbesondere als Zoologe mit dem Forschungsschwerpunkt Acarologie (Milbenkunde) in Erscheinung, lieferte aber auch bedeutende Beiträge zu Arachnologie, Ichthyologie und anderen biologischen Fragestellungen.

## Biographie
Canestrini studierte zuerst in Görz und in Meran, dann besuchte er die Universität Wien, wo er im Jahre 1861 einen Abschluss in Naturwissenschaften machte (damals noch innerhalb der philosophischen Fakultät). Er kehrte nach Italien zurück und arbeitete zunächst am Naturhistorischen Museum in Genua; 1862 wurde er Professor für Naturgeschichte an der Universität Modena und Reggio Emilia, 1869 dann Professor für Zoologie und Vergleichende Anatomie an der Universität Padua.
Am eigenen Institut in Padua begründete Canestrini das erste bakteriologische Labor Italiens. Außerdem richtete er in Padua den ersten italienischen Lehrstuhl für Anthropologie ein.
Die Wissenschaftsgeschichte Italiens kennt ihn als Vorkämpfer für die Evolutionstheorie von Charles Darwin. Darwins 1859 erschienenes Werk „On the origin of species“ wurde von Canestrini ins Italienische übersetzt; diese erste italienische Ausgabe des Buches erschien 1864 unter dem Titel „Origine della specie“.
Canestrini zählte 1865 zu den Gründungsmitgliedern der Gesellschaft der Naturwissenschaftler in Modena („Società dei Naturalisti Modenesi“) und wurde deren erster Präsident. Nach seiner Übersiedelung nach Padua blieb er Ehrenvorsitzender dieser Gesellschaft. 1871 gründete er die Veneto-Trientinische Naturwissenschaftliche Gesellschaft („Società Veneto-Trentina di Scienze Naturali“).

## Hauptwerke
- Origine dell’uomo. Mailand, 1866.

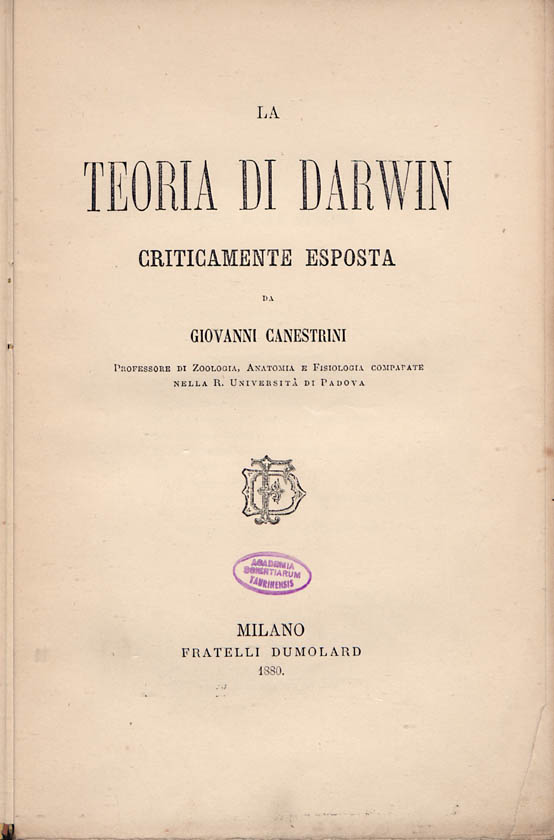
La teoria di Darwin, 1880

- mit Pietro Pavesi: Aranenidi italiani. 1869
- Compendio di zoologia e anatomia comparata, 3 Bände. Mailand, 1869, 1870, 1871.
- Prime nozioni di antropologia. Mailand, 1878.
- Apicoltura. Mailand, 1880.
- La teoria di Darwin. Dumolard, Mailand 1880 (italienisch, beic.it).
- La teoria dell’evoluzione esposta nei suoi fondamenti. Turin, 1887.
- Antropologia. 1888.
- Prospetto dell’Acarofauna Italiana, 8 Bände. Padua, 1885–1899.
- Sistema per la classe degli Acaroidei. 1891
- Batteriologia. Mailand, 1896.